# Burkina Faso i olympiska sommarspelen 2000
Burkina Faso deltog i de olympiska sommarspelen 2000 med en trupp bestående av fyra deltagare, tre män och en kvinna, men ingen av landets deltagare erövrade någon medalj.

## Boxning
Flugvikt
- Drissa Tou
  - Omgång 1 – Besegrade Rahimi Mohammad Rahim från Iran
  - Omgång 2 – Förlorade mot Jérôme Thomas från Frankrike

## Friidrott
Herrarnas 100 meter
- Idrissa Sanou
  1. Omgång 1 – 10.6 (gick inte vidare)

Damernas 100 meter
- Sarah Tonde
  1. Omgång 1 – 12.56 (gick inte vidare)